# Issai Kulvianski
Issai Kulvianski (* 1892 in Jonava; † 1970) war ein aus Nazideutschland emigrierter jüdischer deutscher Maler und Bildhauer der „Verschollenen Generation“.

## Leben und Werk
Issai Kulvianski war der Sohn des wohlhabenden jüdischen Kunstschreiners Tawel-Tobias Kulvianski (1859–1918). Bereits als Sechsjähriger begann er, gefördert von seinem Vater, zu zeichnen. Von 1908 bis 1911 studierte er bei dem Bildhauer Lev Moiseevich Antokolski (1872–1942) an der staatlichen Malschule in Wilna. Daneben war er freier Mitarbeiter an der jüdischen Handwerksschule ORT. Deren Direktor Fränkl förderte ihn und vermittelte ihm erste Verkäufe seiner Skulpturen. Während des Studiums freundete Kulvianski sich mit Chaim Soutine und Léon Indenbaum (1890–1981) an. Ein Stipendium ermöglichte ihm ab 1912 ein Studium bei dem Bildhauer Hugo Kaufmann an der Berliner Akademie der bildenden Künste. Daneben besuchte er die Ateliers von Max Liebermann und Hermann Struck.
1913 reiste Kulvianski nach Paris, wo er sich in der Künstlerkolonie La Ruche aufhielt. Er lernte Marc Chagall kennen, schloss viele Künstlerfreundschaften und traf Soutine und Indenbaum wieder. 1914 kehrte er nach Berlin zurück und stellte erstmals in der Galerie von Fritz Gurlitt aus.
Als Staatsangehöriger des russischen Zarenreiches musste er statt seines herzkranken Bruders am Ersten Weltkrieg teilnehmen. 1915 geriet er in österreichische Gefangenschaft. Bis 1918 war er in einem Lager in Brüx (heute Most), wo er sich als Maler und Bildhauer betätigen konnte. Unter anderem entwarf er zum Gedenken an die Opfer des Ersten Weltkrieges für den jüdischen Friedhof des bei Brüx gelegenen Souš ein Mahnmal.
Ab 1918 studierte Kulvianski wieder an der Berliner Akademie der Bildenden Künste bei Leo von König und kurzzeitig bei Lovis Corinth. 1919 heiratete er Grete Robitscheck.
1920 wurde Kulvianski Mitglied der „Novembergruppe“, von 1923 bis zur Auflösung 1933 war er Mitglied des Reichsverbands Bildender Künstler Deutschlands. Stilistisch zählt er zu den Vertretern der „Neuen Sachlichkeit“. Zu seinem großen Freundeskreis gehörten in Berlin u. a. Bert Brecht, Max Dungert, Ernst Fritsch, Alexander Granach, John Heartfield, Kasimir Malewitsch und Iwan Puni.
Von 1927 bis 1928 unterrichtete Kulvianski an einer Berliner Schule, von 1927 bis 1928 arbeitete er auch als Illustrator für die von Hermann Reckendorf herausgegebene „Radio Zeitung“. Kulvianski hatte eine große Anzahl von Ausstellungsbeteiligungen, u. a. 1927 in der Großen Berliner Kunstausstellung im Glaspalast und der Ausstellung „Religiöse Kunst“, 1928 anlässlich des 16. Zionistischen Weltkongresses in der Züricher Galerie Brendlé, 1929 in der Ausstellung „Humor in der Kunst“ der Berliner Secession und 1930 im Stedelijk Museum Amsterdam in der „Internationalen Sozialistischen Kunstausstellung“. 1932 hatte er in Kaunas seine erste Einzelausstellung.
Nachdem die Nationalsozialisten in Deutschland an die Macht gekommen waren, war Kulvianski als Jude akut gefährdet. Von Freunden gewarnt, emigrierte er 1933 überstürzt über Italien nach Palästina, wobei er nahezu sein gesamtes künstlerisches Werk zurücklassen musste.  Seine Mutter Riwa und andere Familienmitglieder wurden von der SS ermordet.
In Palästina arbeitete Kulvianski freiberuflich als Maler. 1934 gehörte er zu den Gründern der jüdischen Künstlervereinigung in Palästina. 1934/35 gründete er mit dem Bildhauer Georg Leschnitzer (1898 – 1950) in Tel Aviv eine private Kunstschule. Von 1937 bis 1940 arbeitete er als Kunsterzieher am Lehrerseminar Tel Aviv, das die Lehrer für alle Kibbuzim ausbildete. Er hatte eine bedeutende Anzahl von Ausstellungsbeteiligungen und seit seiner ersten großen Einzelausstellung 1937 im Museum Tel Aviv mehrere weitere Einzelausstellungen in Tel Aviv und Jerusalem. Kulvianski erhielt wichtige Aufträge; u. a. porträtierte er 1935 Emir Abdallah ibn Husain I., 1938 entwarf er für die Weltausstellung in New York einen „Jüdischen Pavillon“. Für das Theater Habimah in Tel Aviv entwarf er Bühnenbilder. 1941 erhielt er den Kunstpreis der Jewish Agency. Bis 1949 hatte er mehrere Einzelausstellungen in Tel Aviv und Jerusalem.
1940 heiratete Kulvianski Susi Offenbacher (1910 – 1996) aus Nürnberg, die er in Palästina kennengelernt hatte. Obwohl er in Tel Aviv als Maler, Lehrer und Bühnenbildner erfolgreich war, lebte er sich nie wirklich ein. Zudem hatte er gesundheitliche Probleme. Auswanderungspläne in die USA gab er aber auf. 1949 zog er mit seiner Frau, nur das Nötigste mitnehmend und alle Bilder zurücklassend, in das bombenzerstörte Nürnberg. Ab 1950 lebten sie im Sommer in Nürnberg, im Winter zunächst in Oudeuil, dann in Val-de-Mercy. Kulvianski arbeitete als freier Künstler und war von 1952 bis 1968 Mitglied der Association des Artistes Peintres et Sculpteur de France. 1958 erhielt er die deutsche Staatsangehörigkeit. 1969 übersiedelte er mit seiner Frau nach West-Berlin.
Er starb im Jahr 1970 auf einer Reise nach London.
Die Witwe Kulvianskis überließ der Berlinischen Galerie den umfangreichen dokumentarischen Nachlass und Bilder und Plastiken ihres Mannes. Im Bestand der Galerie befindet sich u. a. das bedeutende Bild „Meine Eltern“ (Öl auf Leinwand, 150 × 125 cm, 1925). Ein 1957/1958 entstandenes gleichnamiges Bild (Öl auf Leinwand, 200 × 180 cm) gehört dem Museum Kunst der Verlorenen Generation in Salzburg.

## Darstellung Kulvianskis in der bildenden Kunst
- Arno Nadel: Bildnis Issai Kulvianski (Öl auf Hartfaser, 57 × 41 cm; 1920er Jahre; Berlinische Galerie)[2]

## Rezeption
„Sein Werk spiegelt fast ein Jahrhundert Kunstgeschichte - aber nicht als chronologische Entwicklungslinie, sondern als erstaunlich spannungsreiches Gefüge. Wie sein Landsmann Chagall hielt er in der Emigration …  an einem Motivkreis des ländlichen Ostjudentums fest. Er zeichnete eine Schusterwerkstatt, Talmudschüler, Babuschkas, einen Milchmann. Daneben entstanden seit den zwanziger Jahren konstruktive Farbstudien, leichte, fliegende Raumordnungen. In den Fünfzigern baute er diese verwinkelten und durchlässigen Strukturen als Skulpturen. Doch am meisten verblüfft sein Vorgriff auf eine gestisch expressive, zwischen Abstraktion und figürlichen Ahnungen pulsierende Malerei …“

## Postume Ausstellungen
- 1974: Berlin, Haus am Waldsee (Gemälde, Skulpturen, Zeichnungen)
- 1977: Berlin, Galerie Geitel
- 1978: Nürnberg, Kunsthalle Nürnberg (Gemälde, Aquarelle, Zeichnungen und konstruktive Plastiken)
- 1980: München, Galerie Michael Hasenclever („Reminiszenzen eines Malers“)
- 1989: Berlin, Willy-Brandt-Haus (Malerei, Arbeiten auf Papier, Skulpturen aus der Sammlung der Berlinischen Galerie)[4]
- 1992: Berlin, Kulturforum Villa Oppenheim („Issai Kulvianski zum 100. Geburtstag“)
- 2018/2019:  Berlin, Berlinische Galerie („Freiheit Die Kunst der Novembergruppe 1918 bis 1935“)